# Herrscher ohne Krone
Herrscher ohne Krone ist ein deutsches Historiendrama von Harald Braun aus dem Jahr 1957. Es basiert auf Motiven des Romans Der Favorit der Königin von Robert Neumann.

## Handlung
Der Arzt Friedrich Struensee aus Altona wird an den königlichen Hof in Dänemark geholt. Als angesehener Psychiater soll er den psychisch kranken König Christian heilen. Das Wohl des Landes hängt davon ab, wartet doch die Stiefmutter des Königs, Juliane, bereits auf den Moment, Christian wegen seiner Krankheit absetzen zu lassen und durch ihren eigenen Sohn zu ersetzen. Dieser ist noch ein Kind und wäre eine bloße Marionette der Minister und Julianes. Struensee gewinnt schnell das Vertrauen des Königs und erkennt, dass der labile Regent unter der Zurückweisung seiner Ehefrau Mathilde, einer Engländerin, leidet, die nach einem Streit seit geraumer Zeit auf ihrem Landsitz Schloss Hirschholm lebt.
Christian bittet Struensee, am Hof zu bleiben, und der willigt ein, hat er doch bereits auf der Hinfahrt zum Königsschloss den Unmut des dänischen Volkes gespürt. Er will aus Christian wieder einen Regenten formen, der sein Land leiten kann – und selbst eine entscheidende Verbesserung des Lebens der Landbevölkerung bewirken. Da sich Mathilde weigert, an den Hof zurückzukehren, reisen Christian und Struensee zu ihr. Struensee gelingt es, Mathilde zur Rückkehr an den Hof zu bewegen. Auf der Rückreise treffen sie auf aufständische Bauern, die sich gegen zu hohe Steuerabgaben aufgelehnt haben und nun von den Männern des Königs mit Folter bedroht werden. Christian verspricht ihnen Straffreiheit. Als er später erfährt, dass die Männer auf Veranlassung seiner beiden höchstrangigen Minister dennoch gefoltert wurden, entlässt er beide Minister. Struensee nimmt deren Stelle ein und wird schon bald der wichtigste Mann im Staat. In dieser Funktion verbessert er die Lage der Bevölkerung entscheidend.
Er spielt jedoch ein gefährliches Spiel: Die Königin verehrt ihn und beide beginnen ein Verhältnis miteinander. Die Königin wird schwanger und bringt eine Tochter zur Welt, die prompt ein charakteristisches Muttermal besitzt, das Christian auch schon an Struensee gesehen hat. In höchster Not und auf Druck der Königinmutter unterzeichnet er den Haftbefehl für Struensee und seine Frau Mathilde. Kurz darauf verfällt er dem Wahn, und auch Struensee, der zu einer Aussprache kommen will, erkennt, dass er dem König nicht mehr helfen kann. Er rettet jedoch Mathilde, die unter dem Schutz der britischen Krone das Land verlassen dürfte, jedoch lieber an seiner Seite unter dem Beil sterben will. Auf Bitten eines Ministers gibt Struensee vor, in der nächsten Nacht mit ihr nach England zu reisen. Während das Schiff mit Mathilde ablegt, erwartet Struensee in seiner Zelle die Hinrichtung. Als der Salut erklingt, mit dem Mathilde verabschiedet wird, verneigt er sich in seiner Zelle in ihre Richtung.

## Produktion

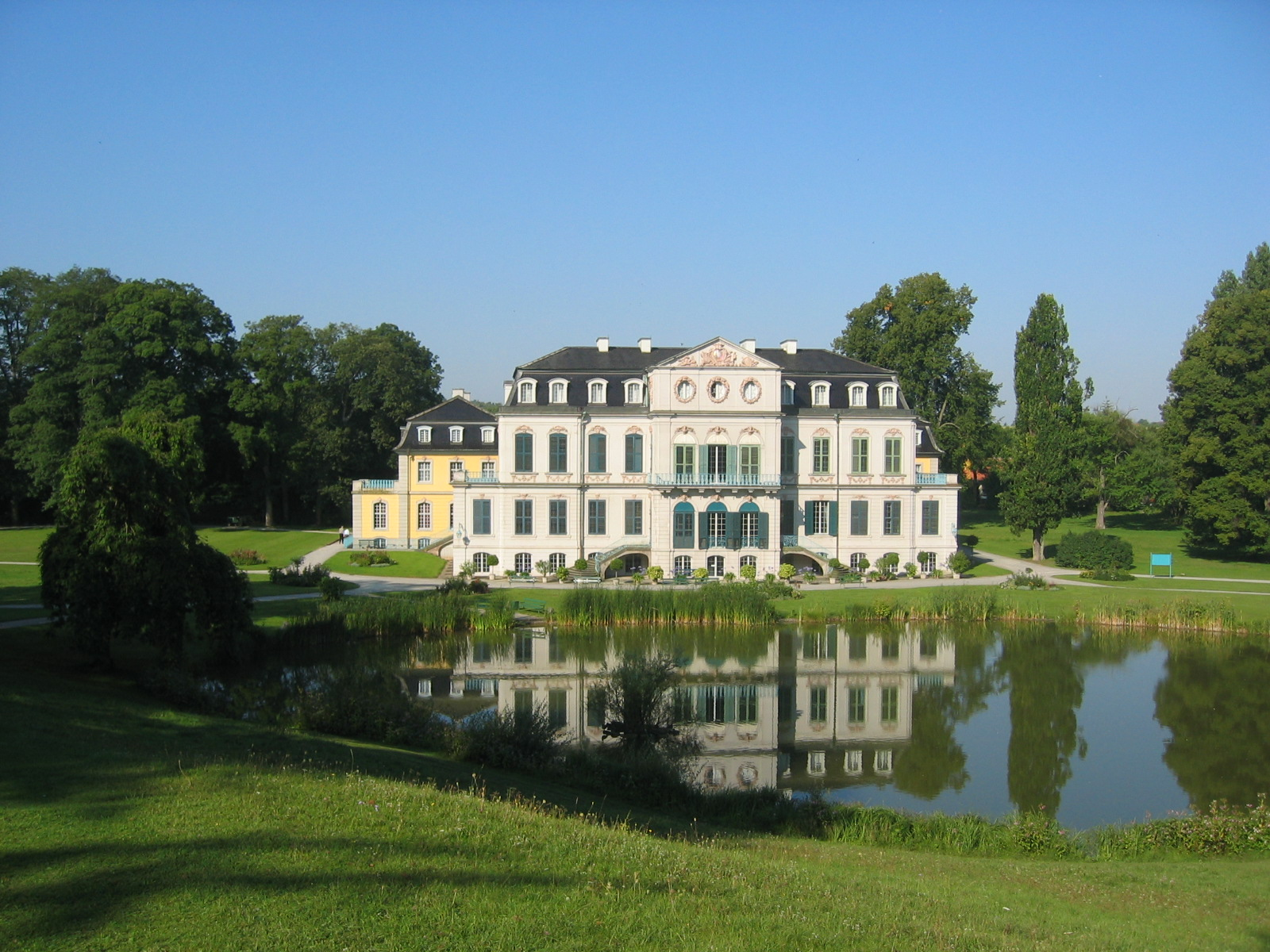
Schloss Wilhelmsthal als Schloss Hirschholm

Die Dreharbeiten begannen am 23. August 1956 und endeten im Oktober 1956. Drehorte waren Kopenhagen und Umgebung, die friesische Küste und die Insel Sylt. Das 1794 abgebrannte königliche Schloss fand man in der Kasseler Löwenburg und das 1810 abgerissene Schloss Hirschholm, in dem die Königin sich ohne ihren Gatten aufhielt, in Schloss Wilhelmsthal. Der Film feierte am 16. Januar 1957 im Berliner Gloria-Palast Premiere.

## Kritik
Der Spiegel schrieb, dass Regisseur Braun „das Melodrama um den königlichen Favoriten und Volksreformator Struensee mit viel erklärendem Ballast und jenen Allerweltweisheiten, die im Film gern als ‚zeitgeschichtliche Parallelen‘ angesprochen werden, [versah,] so daß vom Drama nichts und vom Melos wenig übrigblieb. […] O.W. Fischer muß sich, von viel Bedeutsamkeit gehandikapt, in seinem Spezialfach, der Ein-Mann-Raserei, von dem jungen Horst Buchholz als geschichtlich legitimiertem irrsinnigen König auspunkten lassen.“
Das Lexikon des internationalen Films nannte Herrscher ohne Krone in der gedruckten Ausgabe von 1990 ein „gefühlvolles historisches Drama mit optischen und darstellerischen Vorzügen“. In der Onlineausgabe werden Ausstattung, Kameraführung und die darstellerischen Leistung zwar ebenso gelobt, der Film zeige sich aber „doch eher an der publikumsattraktiven Oberflächlichkeit des Themas interessiert.“
Für Cinema war das „Historienmelodram“ „mehr Romanze als Geschichtsstunde, aber die ist prächtig ausgestattet“. Das Fazit lautete: „Prachtvolles Spiel um Liebe und Macht“.
Die Evangelische Filmgilde kürte den Film im Januar 1957 zum Besten Film des Monats.